# یوکی هاندا
یوکی هاندا (ژاپنی: 半田 優希؛ زادهٔ ۱۰ ژانویهٔ ۱۹۹۶) یک بازیکن فوتبال اهل ژاپن است.
از باشگاه‌هایی که در آن بازی کرده‌است می‌توان به باشگاه فوتبال ساگامیهارا اشاره کرد.